# Троянець (небесне тіло)

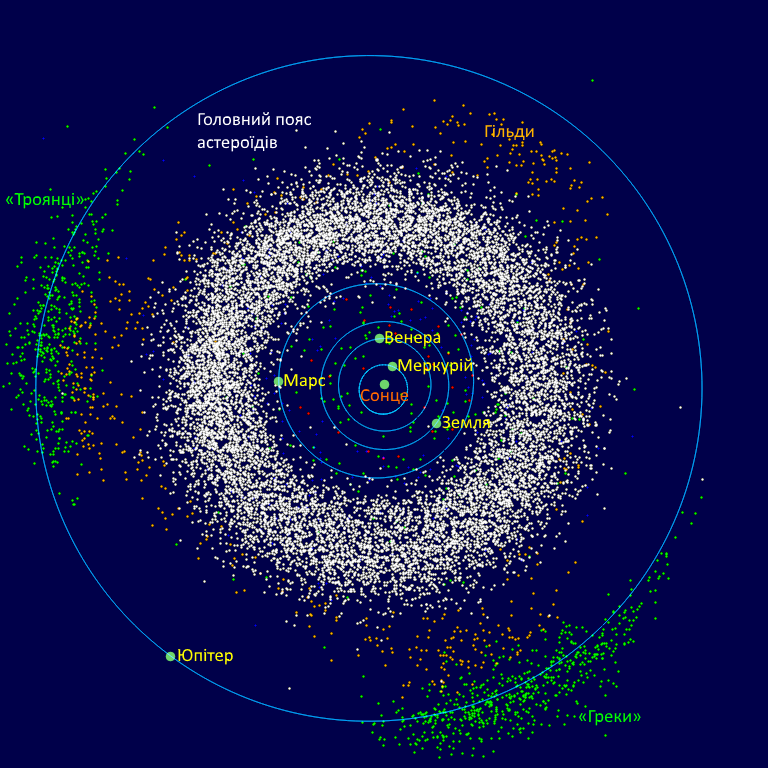
Головний пояс астероїдів (білі цятки), троянці та греки Юпітера (зелені цятки) та астероїди групи Гільди (помаранчеві цятки). Дані JPL на 14 серпня 2006 року.

Точки розміщення троянських астероїдів в системі (точки Лагранжа L_{4} і L_{5}), позначені червоним, орбітальний шлях вторинного об'єкта синім, основний об'єкт жовтим.

В астрономії троянець — це мале небесне тіло (переважно астероїд), яке рухається тією самою орбітою, що й більше тіло, залишаючись у стабільному положенні приблизно на 60° попереду або позаду головного тіла біля однієї з його точок Лагранжа L4 та L5. Троянці можуть рухатися спільною орбітою як з планетами, так і з великими супутниками.
Троянці є одним із типів співорбітальних об'єктів. У такій конфігурації зоря і планета обертаються навколо їхнього спільного барицентра, який розташований поблизу центра зорі, оскільки вона зазвичай набагато масивніша за планету. Своєю чергою, набагато менше тіло, ніж зоря і планета, перебуваючи в одній із точок Лагранжа системи «зоря — планета», піддається сумарному гравітаційному впливу, що діє через цей барицентр. У результаті найменший об'єкт обертається навколо барицентра з таким самим орбітальним періодом, що й планета, і така система може залишатися стабільною впродовж тривалого часу.
Першу таку малу планету (588 Ахіллес) було відкрито 1906 року Максом Вольфом у точці L4 системи Сонце — Юпітер. Відтоді всі подібні об'єкти називають на честь героїв Троянської війни, а сам клас астероїдів — троянцями. Малі планети поблизу точки L4 (попереду планети) традиційно називають іменами ахейців, а поблизу точки L5 (позаду планети) — іменами троянців. Винятком стали 624 Гектор і 617 Патрокл, які було названо до усталення традиції.
У Сонячній системі більшість відомих троянців поділяють орбіту з Юпітером. Вони розділені на «грецький табір» у точці L4 (попереду Юпітера) і «троянський табір» у точці L5 (позаду Юпітера). Вважається, що існує понад мільйон юпітерових троянців розміром понад один кілометр, з яких понад 7000 наразі каталогізовано. В інших планетних орбітах виявлено лише дев'ять марсових троянців, 31 нептунівський троянець, два уранівських троянці та два земних троянці. Також відомий тимчасовий венериний троянець. Чисельне моделювання динамічної стійкості орбіт свідчить, що Сатурн, ймовірно, не має первісних троянців.
Така сама конфігурація може виникати, коли головним об'єктом є планета, а другорядним — один із її супутників, при цьому набагато менші троянські супутники можуть розділяти його орбіту. Усі відомі троянські супутники належать до системи Сатурна. Телесто і Каліпсо є троянами Тефії, а Гелена і Полідевк — Діони.

## Стабільність
Чи буде система, що складається із зорі, планети та троянця, стабільною, залежить від величини збурень, яким вона піддається. Наприклад, якщо планета має масу Землі, а навколо зорі також обертається об'єкт масою Юпітера, орбіта троянця буде значно менш стабільною, ніж у випадку, коли друга планета має масу Плутона.
Як емпіричне правило, система, ймовірно, буде стабільною впродовж тривалого часу, якщо m1 > 100m2 > 10,000m3 (де m1, m2 і m3 — це маси зорі, планети та троянця).
Формальніше, у системі з трьох тіл із круговими орбітами умова стабільності відповідає 27(m1m2 + m2m3 + m3m1) < (m1 + m2 + m3)2. Якщо припустити, що троянець є пиловою часткою (m3 → 0), це накладає нижню межу на m1/m2 у значенні 25+√621/2 ≈ 24,9599. Якщо ж зоря є надмасивною (m1 → +∞), то відповідно до ньютонівської гравітації система залишатиметься стабільною незалежно від маси планети і троянці. Якщо ж m1/m2 = m2/m3, тоді обидва співвідношення повинні перевищувати 13 + √168 ≈ 25,9615. Проте все це стосується лише ідеалізованої системи з трьох тіл; як тільки додаються інші тіла, навіть віддалені й малі, для збереження стабільності потрібні ще вищі співвідношення мас.

## Виноски
1. ↑  Robutel, Philippe; Souchay, Jean (2010). An introduction to the dynamics of trojan asteroids. У Dvorak, Rudolf (ред.). Dynamics of Small Solar System Bodies and Exoplanets. Lecture Notes in Physics. Т. 790. Springer. с. 197. ISBN 978-3-642-04457-1.
2. ↑  Nicholson, Seth B. (1961). The Trojan asteroids. Astronomical Society of the Pacific Leaflets. 8: 239—46.
3. ↑  Yoshida, F.; Nakamura, T. (Dec 2005). Size Distribution of Faint Jovian L4 Trojan Asteroids. The Astronomical Journal. 130 (6): 2900—2911. Bibcode:2005AJ....130.2900Y. doi:10.1086/497571.
4. ↑  Sheppard, Scott S.; Trujillo, Chadwick A. (June 2006). A Thick Cloud of Neptune Trojans and their Colors. Science. 313 (5786): 511—514. Bibcode:2006Sci...313..511S. doi:10.1126/science.1127173. PMID 16778021.